# Вентспилсский край
Ве́нтспилсский край (латыш. Ventspils novads) — административно-территориальная единица на северо-западе Латвии, в историко-культурной области Курземе. Край состоит из двенадцати волостей и города Пилтене. Центром края является Вентспилс, который в состав края не входит.  Граничит с Талсинским, Кулдигским и Южно-Курземским краями.

## История
Край был образован 1 июля 2009 года на месте расформированного Вентспилсского района. В ходе административно-территориальной реформы Латвии 2021 года территория края не изменилась. Площадь края составляет 2472 км².

## Население
По состоянию на 2020 год по данным центрального статистического управления численность населения края составляла 10 824 человека. По состоянию на 2020 год доля населения старше 65 лет в структуре населения края составляла 20,3 % населения (2201 человек), а доля населения младше 14 лет составляла 16,1% (1745 человек).
Население на 1 января 2010 года составило 13 510 человек.
Национальный состав населения края по итогам переписи населения Латвии 2011 года распределён таким образом:
| Национальность | Численность, чел. (2011) | %        |
| -------------- | ------------------------ | -------- |
| Латыши         | 11 138                   | 91,75 %  |
| Русские        | 483                      | 3,98 %   |
| Белорусы       | 90                       | 0,74 %   |
| Украинцы       | 162                      | 1,33 %   |
| Поляки         | 49                       | 0,40 %   |
| Литовцы        | 96                       | 0,79 %   |
| Другие         | 121                      | 1,00 %   |
| всего          | 12 139                   | 100,00 % |

## Территориальное деление
- Анцская волость (латыш. Ances pagasts)
- Варвская волость (латыш. Vārves pagasts)
- Зирская волость (латыш. Ziru pagasts)
- Злекская волость (латыш. Zlēku pagasts)
- город Пилтене (латыш. Piltene)
- Пилтенская волость (латыш. Piltenes pagasts)
- Попская волость (латыш. Popes pagasts)
- Пузская волость (латыш. Puzes pagasts)
- Таргальская волость (латыш. Tārgales pagasts)
- Угальская волость (латыш. Ugāles pagasts)
- Ужавская волость (латыш. Užavas pagasts)
- Усмская волость (латыш. Usmas pagasts)
- Юркалнская волость (латыш. Jūrkalnes pagasts)